# Éósforos
Éósforos (latinsky Eosphorus), jinak také Hesperos či Fosforos, je v řecké mytologii synem bohyně ranních červánků Éós a Titána Astraia. Jako jeho otec bývá uváděn také obr Atlás či Kefalos, syn boha Herma.
Éósforos je bohem jitřní hvězdy a zároveň jejím zosobněním. Vychází na oblohu ještě před bohyní Éós, bohyní ranních červánků, Aurorou. Bývá nazýván také Večernicí, vycházel-li večer. Jiné jeho jméno je Zářný, latinsky Lucifer.
Je zobrazován jako nahý mladík, který s pochodní v ruce běží před svou matkou. Přináší světu a lidem každodenně ranní světlo.
V mýtech je uváděn jako otec trachínského krále Kéýka, vášnivého mořeplavce, který doplatil na svou bezbřehou odvahu a za prudké bouře nakonec ztroskotal a byl vyvržen na břeh. Jeho manželka Alkyoné chtěla zemřít zároveň s ním, ale bohové to nedopustili. Proměnili je oba v ledňáčky.
V římské mytologii se Éósforos vyskytuje se jménem Lucifer (lat. Lucifer je doslovný překlad řec. Φωσφόρος (fósforos), neboli Světlonoš). Teprve mnohem později se v křesťanských knihách objevuje jako kníže pekel, kam se dostal pro svůj odbojný vztah proti Bohu.